# Колониальная медаль (Франция)
Колониальная медаль (фр. "Médaille Coloniale") — французская награда, учреждённая 26 июля 1893 года в соответствии со статьей 75 Закона о финансах для поощрения "военной службы в колониях, участия в военных операциях в колониях или протекторатах". Ныне вместо неё, по указу от 6 июня 1962 г., вручается Медаль Заморских территорий.

## История
В упомянутом выше Законе, принятом к исполнению 6 марта 1894 года, перечислялись военные операции, проводимые Францией в её колониях или протекторатах (Алжир - Марокко - Кохинхина - Золотой Берег – Маркизские острова – Нуси-Бе – Новая Каледония – Сенегал и Судан – Острова Общества – Тунис), дающие право на эту награду. Указ имел обратную силу, поскольку самые ранние операции, упомянутые в нём, относились к 1827 году, то есть к самом начале завоевания Алжира. К медали могла прилагаться планка с надписью, означающей территорию, где проводились военные действия.
Закон от 27 марта 1914 года расширил круг возможных награждённых колониальной медалью, теперь она (но без планок) могла вручаться солдатам и сержантам, имевшим 10 лет выслуги, и офицерам с 15 годами выслуги, за безупречную службу в течение не менее 6 лет на южных территориях Алжира и Туниса, в других колониях или протекторатах, кроме Реюньона, Французской Индии, островов Сен-Пьер и Микелон и французских владений на Тихом океане и Антильских островах. В указе от 5 октября 1920 года указывалось, что обладатель медали с планкой не может претендовать на такую медаль без планки и что награждённый медалью без планки, при получении таковой, обязан носить её на ленте имеющейся у него колониальной медали.
За годы, прошедшие с момента утверждения награды, появилось множество нормативных актов, изменявших или дополнявших перечень территорий, служба на которых давал право на эту медаль. Указом от 6 июня 1962 года награда, была переименована в Медаль Заморских территорий.

## Описание
Эскиз медали в 1893 году создал художник флота Мари Николя Солнье де ля Пинеле, гравёр — Жорж Лемер. В 1914 году рисунок медали был переработан гравёром Эмилем Эдмоном Линдайё.
Медаль в форме диска диаметром 30 мм. С лицевой стороны профильное погрудное изображение Марианны в доспехе и шлеме, увенчанном лавровым венком. По краю — надпись «REPUBLIQUE FRANÇAISE» (рус. "Французская республика"). На оборотной стороне в центре изображение земного шара с координатными линиями, наложенного на трофей (поверх лавровых ветвей, перевязанных внизу верёвкой, наложены перекрещенные знамёна, шпаги, алебарды, два пушечных ствола и один якорь). В нижней части по окружности надпись «MÉDAILLE COLONIALE» (рус. "Колониальная медаль").
В верхней части диска имеется поперечное ушко для крепления к промежуточному звену в виде двух лавровых ветвей, соединных скобой для крепления к ленте медали.
Медаль изготавливается из серебра, посеребрённой бронзы или белого металла.
Лента медали шёлковая муаровая голубая, шириной 36 мм. По центру — белая полоса шириной 7 мм, по краям две белые полоски шириной по 2 мм каждая, в 1 мм от края.
На ленту крепятся прямоугольные, позолоченные или жёлтого металла планки, с бортиком и указанием географической местности, за службу на территории которой вручена медаль.

## Планки к медали
Хотя сами медали монопольно выпускались Парижским монетным двором, допускалось изготовление планок частными производителями. Кроме официально утверждённых образцов они могли по заказам клиентов также выпускать и планки с произвольными надписями. Таким образом, кроме 54 официальных образцов, существовало около 119 иных вариантов планок, что в совокупности даёт почти два миллиона планок, произведенных как государством, так и частными компаниями.
Среди них особого внимания заслуживают 4 планки, вручавшиеся за дальние походы майора Маршана («De l’Atlantique à la mer Rouge» (рус. «От Атлантики до Красного моря»), Франсуа Лами («Mission saharienne» (рус. «Сахарская миссия»)), Эмиля Жантиля («Centre africain» (рус. «Центр Африки»)) и Пьера Саворньяна де Бразза ((рус. «Gabon-Congo» «Габон-Конго»)). Их ценность, кроме связанной с ними истории о легендарных походах по неизведанным и опасным территориям, заключается и в драгоценных металлов, из которых они изготовлены (обычно золотоили серебро).

### Планки официально утверждённых типов[6]
Период до Третьей республики:
- ALGÉRIE
- SÉNÉGAL ET SOUDAN
- ÎLES MARQUISES
- ÎLES DE LA SOCIÉTÉ
- NOSSI-BÉ
- CÔTE D’OR
- NOUVELLE-CALÉDONIE
- COCHINCHINE
- MADAGASCAR

Третья республика:
- TUNISIE
- TONKIN
- COMORES
- CÔTE D’IVOIRE
- GUYANE
- CONGO
- LAOS ET MÉKONG
- DAHOMEY
- HAUT MÉKONG
- DE L’ATLANTIQUE À LA MER ROUGE
- SAHARA
- MISSION SAHARIENNE
- AFRIQUE OCCIDENTALE FRANÇAISE
- CENTRE AFRICAIN
- TCHAD
- AFRIQUE
- GABON CONGO
- ASIE
- GUINÉE FRANÇAISE
- MAURITANIE
- ADRAR
- AFRIQUE EQUATORIALE FRANÇAISE
- MAROC
- MAROC 1925
- MAROC 1925-1926
- CÔTE DES SOMALIS
- INDOCHINE

Французское Государство (Виши) :
- AFRIQUE OCCIDENTALE FRANÇAISE (DAKAR)
- INDOCHINE (THAÏLANDE 1940)
- CÔTE DES SOMALIS
- CÔTE DES SOMALIS 1940-1941

Свободная Франция и Четвёртая республика :
- ÉRYTHRÉE
- LIBYE
- KOUFRA
- FEZZAN
- ÉTHIOPIE
- BIR HACHEIM 1942
- SOMALIE
- FEZZAN – TRIPOLITAINE
- AFRIQUE FRANÇAISE LIBRE
- BIR HAKEIM
- TRIPOLITAINE
- TUNISIE 1942 – 1943
- EXTRÊME-ORIENT
- MADAGASCAR

## Известные награждённые (избранное)
- Луи Аршинар (Судан)
- Ромен Гари
- Анри Гуро (Сенегал и Судан, Марокко, Мавритания, Адрар)
- Филипп Леклерк
- Шарль Манжен (Сенегал и Судан)
- Жак Массю
- Пьер Мессмер
- Гастон Палевски
- Луи Жюль Трошю (Алжир)
- Жозеф Вюллемен (Сахара, Африка)
- Фам Вам Донг
- Аарне Юутилайнен (Марокко)